# Théorie C-K
La théorie C-K (pour Concept-Knowledge ou concept/connaissance) est une théorie du raisonnement de conception ,. Elle prône un espace de réflexion, dont l'architecture est réglée par la théorie des ensembles, partant d'un concept sur lequel le groupe de réflexion va greffer des caractéristiques supplémentaires qui induiront des manques dans l'espace des connaissances. L'augmentation des connaissances permettra à son tour de créer de nouveaux concepts. Il s'agit d'une théorie du management qui a vocation à s'insérer dans les processus de l'entreprise.

## Introduction
La théorie C-K, ou concept de la connaissance, est à la fois une théorie de la conception et une théorie du raisonnement de conception. Elle définit le raisonnement de conception comme une logique de processus d'expansion, c'est-à-dire une logique qui organise la production d'objets inconnus. La théorie s'appuie sur plusieurs traditions de la théorie de la conception, y compris la conception systématique, la conception axiomatique, les théories de la créativité, les théories formelles et générales de conception, et des modèles de conception basés sur l'intelligence artificielle. Le mérite fait à la théorie C-K provient du fait qu’elle est la première théorie de la conception qui :
1. Offre une formalisation complète de la conception indépendamment de tout domaine de conception.
2. Explique l’invention, la création, et la découverte dans un même cadre comme processus de conception.

Le nom de la théorie est basé sur son principe central : la distinction entre deux espaces :
- un espace de concepts C (Concept)
- un espace de connaissances K (Knowledge)

Le processus de conception est défini comme une double expansion des espaces de C et K par l'application de quatre types d'opérateurs : C → C, C → K, K → C, K → K.
Le premier projet de la théorie C-K a été esquissé au sein du Centre de Gestion Scientifique (CGS) de Mines ParisTech par Armand Hatchuel, puis développé par Hatchuel et son collègue, Benoît Weil. Les publications récentes expliquent la théorie C-K et ses applications pratiques dans différents secteurs. La théorie C-K est un domaine de la recherche et un thème d'enseignement dans plusieurs établissements universitaires en France, Suisse, Israël, le Royaume-Uni, aux États-Unis et la Suède[réf. nécessaire].

## Genèse de la théorie C-K
À l’origine, elle répondait à trois limites perçues des théories de conception existantes :
1. La rencontre de la théorie de la conception avec la théorie de résolution des problèmes est incapable de rendre compte des aspects novateurs de la conception.
2. Les théories de conception classiques dépendant des domaines d'objets, de la conception de machines, de l'architecture ou du design industriel, favorisaient les théories de conception adaptées aux bases et contextes spécifiques de la connaissance. Sans une théorie unifiée des conceptions, ces domaines rencontrent des difficultés de coopération dans des situations de conception réelles.
3. Les théories de conception et les théories de la créativité ont été mises au point en tant que champs de recherche distincts. Mais la théorie de la conception doit inclure les aspects créatifs, surprenants et fortuits ; alors que les théories de la créativité sont incapables de rendre compte des processus inventifs intentionnels habituels dans les domaines de conception[8].

La théorie C-K affirme avoir surmonté ces trois limites. Elle utilise une approche indépendante du domaine et permettant d’agir sur des objets inconnus. Elle change les définitions des objets connus au cours du processus (révision de l'identité des objets). La théorie C-K a été démontrée par Hatchuel et Weil pour être étroitement liée à la théorie de conception formelle de Braha et sa clarification par la théorie de conception couplée de Braha & Reich. Elles sont toutes deux basées sur des structures topologiques pour la modélisation de conception.

## Structure de la théorie C-K
L'idée de base derrière la théorie C-K est de définir rigoureusement une situation de conception. Une instruction est une description incomplète des objets qui n'existent pas encore ou encore partiellement inconnue.

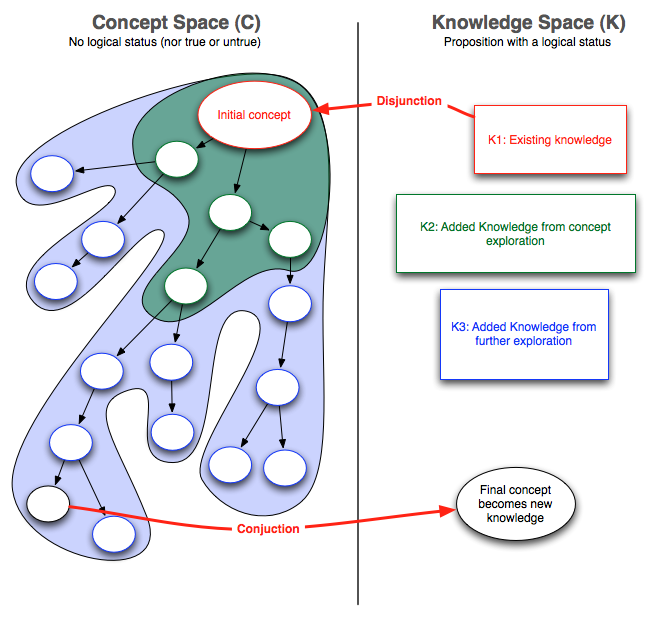
diagramme C-K

La première étape de la théorie C-K est de définir une instruction comme un concept, par l'introduction d’une distinction formelle entre le concept et les espaces de connaissance.
La deuxième étape consiste à caractériser les opérateurs qui sont nécessaires entre ces deux espaces.

### Connaissance
L'espace de la connaissance est défini comme un ensemble de propositions ayant un statut logique, selon les connaissances disponibles pour le concepteur ou le groupe de concepteurs. L'espace de la connaissance (ie l'Espace-K) décrit tous les objets et les vérités qui sont établies à partir du point de vue du concepteur. Ainsi l’Espace-K est extensible au fur et à mesure que de nouvelles vérités apparaissent en elle comme un effet du processus de conception. Inversement, la structure et les propriétés de l'Espace-K ont une influence majeure sur le processus.

### Concept
Un concept est défini comme une proposition sans statut logique dans l’Espace-K. Une conclusion centrale de la théorie C-K est que les concepts sont le point de départ nécessaire à un processus de conception. Sans concept, la conception est réduite à l'optimisation standard ou la résolution de problèmes. Les concepts affirment l'existence d'un objet inconnu qui présente des propriétés souhaitées par le concepteur. Les concepts peuvent être partitionnés ou inclus, mais pas recherchés, ni explorés.

### Opérateurs C-K
S'appuyant sur ces prémisses, la théorie C-K montre le processus de conception comme le résultat de quatre opérateurs :
C → K, K → C,C → C, K → K.
- Le concept initial est partitionné en utilisant les propositions de K : K → C

- Ces partitions ajoutent de nouvelles propriétés aux concepts et créent de nouveaux concepts : C → C

- Grâce à une conjonction C → K cette expansion de C peut en retour provoquer l'expansion de l'espace K : K → K

Le processus peut être synthétisé par un carré de conception. Une solution de conception d'un premier concept C0 sera un chemin dans l'espace C faisant une nouvelle proposition dans K. Il peut exister plusieurs chemins de conception pour le même concept C0.

## Conclusions centrales

### Concepts fous
Les concepts fous sont des concepts qui semblent absurdes comme chemin d'exploration dans un processus de conception. La théorie C-K et ses applications pratiques ont démontré que les concepts fous peuvent favoriser le processus de conception global en ajoutant des connaissances supplémentaires[source insuffisante]. Les concepts fous ne doivent pas être utilisés pour poursuivre dans cette voie de conception « concept fou », mais doivent être utilisés pour mieux définir un « concept sensible » et conduire à son éventuelle conjonction avec des concepts déjà reconnus dans l'arborescence conventionnelle. Il n'est cependant pas exclu de développer un raisonnement réalisant plusieurs itérations successives de « concepts fous » imbriqués les uns dans les autres, si tant est que l'objectif final du concepteur reste de produire un résultat intelligible.

### Conception de la créativité
L'aspect créatif de la conception résulte de deux extensions distinctes : expansions-C qui peuvent être considérées comme « nouvelles idées », et expansions-K qui sont nécessaires pour valider ces idées ou les élargir vers des conceptions réussies.

### Unification des théories de la conception
Les théories de conception dépendant des domaines sont construites sur une structure spécifique de l'espace K, soit en supposant que certains objets ont des définitions et propriétés invariantes (comme dans tous les domaines de l'ingénierie), soit en supposant que l'espace K présente une structure stable (par exemple, que les fonctions d'un objet peuvent être définies indépendamment de sa réalisation technique, comme dans la théorie de la conception systématique) .

### Théorie de la conception
À la conférence internationale sur la conception technique de la Design Society de 2009, un document récompensé fait le lien entre la découverte scientifique et le processus de conception en utilisant la théorie C-K comme un cadre formel. Il est suggéré que la science de la conception est possible, et complémentaire à la rationalité limitée plus traditionnelle.

### La modélisation mathématique
Des approches mathématiques pour concevoir ont été développées depuis les années 1960 par des chercheurs tels que Christopher Alexander, Hiroyuki Yoshikawa, Dan Braha et Yoram Reich. Ils ont tendance à modéliser la co-évolution dynamique entre les solutions et les exigences de conception. Dans le domaine de la conception technique, la théorie C-K ouvre de nouvelles voies à la modélisation explorant des liens avec les questions fondamentales de la logique et des mathématiques ; ceux-ci sont différents de l'utilisation classique des modèles scientifiques dans la conception. Il a été avancé, que la théorie C-K a des analogies avec le forcing dans la théorie des ensembles, et les mathématiques intuitionnistes.

### Les applications industrielles
La théorie C-K a été appliquée dans plusieurs contextes industriels depuis 1998, principalement en France, en Suède et en Allemagne. Elle est généralement utilisée comme une méthode augmentant la capacité d'innovation de conception et de R & D. La théorie C-K a également inspiré de nouveaux principes de gestion de l'innovation collaborative, dans le but de surmonter les limites des méthodes de gestion de conception standards,. Elle a été étendue aux procédés de transformation de la matière et de l'énergie en 2015 et commence à se diffuser largement dans le monde industriel.

## Extensions de la théorie C-K à plusieurs raisonnements en dialogue
La théorie C-K modélise un raisonnement de conception. C’est le raisonnement d’un acteur ou d’un collectif d’acteur. Mais dans certaines situations il est nécessaire de modéliser deux raisonnements de conception distincts : 
- les échanges dans l’inconnu : celui de vendeurs et d’acheteurs d’objets en cours de conception telles que des technologies émergentes[22],[23] ;
- les partenariats d’exploration : celui de chaque partenaire en l’absence d’intérêt commun[24] ;
- l’assistance informatique à la conception : les raisonnements de l’humain et de l’intelligence artificielle[25] ;

Le tableau suivant montre l'évolution des extensions de la théorie C-K modélisant plusieurs acteurs.
| Situation avec plusieurs concepteurs | Nom de l’extension de la théorie C-K | Principes                                                                  | Bénéfices apportées par l’extension                         | Limites restantes pour d’autres situations                          |
| Situation à risque industriel        | Aucun nom donné                      | Echanges de messages interprétés en connaissance ou en concept             | Plusieurs C-K dialoguent pour la première fois              | Modèle prescrivant de limiter les expansions des C-K                |
| Assistance à la conception           | CKE                                  | Echanges de connaissances disposées dans l’environnement de travail        | Expansions de deux C-K favorisées                           | Non étudié pour l’action collective, quel pilotage des expansions ? |
| Partenariat d’exploration            | Matching-Building                    | Echanges d’informations produisant deux C-K suffisamment identiques        | Emergence d’intérêts communs permettant un partenariat      | Incompatible avec des échanges économiques entre les concepteurs    |
| Echange dans l’inconnu               | C-K T / C-K E                        | Echanges stimulant la conception de la technologie ou de son environnement | Expansions générant des opportunités d'échanges économiques | A déterminer dans des travaux ultérieurs                            |

## Articles Connexes
- TRIZ
- ASIT
- Conception de produit